# Thomas, son of Ranulf
Thomas, son of Ranulf (auch Thomas Randolph; † vor 6. April 1262) war ein schottischer Adliger.
Die Herkunft von Thomas ist nicht genau geklärt. Vermutlich war er ein Nachfahre von Ralph fitz Dunegal, der Mitte des 12. Jahrhunderts Lord im oberen Nithsdale war. Thomas wird erstmals 1221 nachweislich erwähnt. Er war ein Kronvasall mit Besitzungen in Südschottland. Neben Besitzungen im Besitzungen im Nithsdale war er auch Lord of Stichill in Roxburghshire. Nachdem die bislang weitgehend autonome Herrschaft Galloway nach dem Tod von Alan, Lord of Galloway 1235 aufgeteilt und stärker in das Königreich Schottland integriert wurde, gewann Thomas als Lord des an Galloway grenzenden Nithsdale politisch an Bedeutung. 1237 diente er als Sheriff von Dumfries. Im selben Jahr bezeugte er den Vertrag von York.
Während der politisch unruhigen Zeit der Minderjährigkeit von König Alexander III. ab 1249 gehörte Thomas zu den Neuen Männern am Königshof. Ab 1252 unterstützte er Walter Comyn, Earl of Menteith, der den Regentschaftsrat politisch dominierte. Nach dem Sturz von Walter Comyn im September 1255 verlor auch Thomas seine Ämter.
Thomas wurde am 6. April 1262 neben seiner Frau Juliana in Melrose Abbey beigesetzt. Mit ihr hatte er mindestens einen Sohn:
- Thomas Randolph († um 1296)